# Kościół Matki Bożej Częstochowskiej w Warszawie (Targówek)
Kościół Matki Bożej Częstochowskiej w Warszawie – rzymskokatolicki kościół parafialny należący do parafii św. Wincentego a Paulo w Warszawie (dekanat praski archidiecezji warszawskiej). Znajduje się w warszawskiej dzielnicy Targówek, na terenie cmentarza Bródnowskiego.

## Opis
Parafia św. Wincentego a Paulo została erygowana w dniu 1 września 1952 roku. Pierwszym proboszczem został mianowany ks. Zdzisław Waś. Z terenu nekropolii wydzielona została mała działka budowlana. Duszpasterze przy znaczącym wsparciu parafian rozpoczęli starania o wydanie zgody na budowę nowej świątyni i plebanii. Ich starania zostały uwieńczone sukcesem.
Fundamenty zostały poświęcone przez kardynała Stefana Wyszyńskiego w dniu 13 lipca 1957 roku. Następnie rozpoczęto budowę kościoła zaprojektowanego przez Stanisława Marzyńskiego. Zgodnie z ustaleniami z 1952 roku miała to być replika kaplicy – mauzoleum hrabiów Przeździeckich, ufundowanej dla parafii św. Barbary na Koszykach pod koniec XIX wieku. Była to budowla imitująca gotyk z kamiennymi rzeźbami. Podczas działań wojennych w 1939 roku kaplica w znaczącym stopniu została zniszczona. Ocalały jedynie jej nieliczne elementy, które przewiezione zostały na Bródno i osadzone w analogicznych miejscach jak w oryginale. Wystarczyło to tylko do zbudowania portalu nowo wznoszonego kościoła.
Uroczystego poświęcenia świątyni, za patronkę której wybrana została Matka Boża Częstochowska dokonał w dniu 24 sierpnia 1960 roku biskup Wacław Majewski. W następnych latach dobudowane zostały przez księdza proboszcza Stanisława Hermanowicza dwie nawy boczne. Zostały one poświęcone przez biskupa Bronisława Dąbrowskiego w dniu 2 lutego 1980 roku. Uroczyście konsekrował świątynię 22 września 1984 roku prymas Polski Józef kardynał Glemp.
Architektura nawy środkowej nawiązuje do gotyku - żebrowe sklepienie jest jednak mniej strzeliste, a łuki łagodniejsze. Budowa świątyni pochłonęła wszystkie zgromadzone na ten cel fundusze, w związku z tym oryginalne jej wyposażenie było bardzo skromne. Gruntowna i zasadnicza modernizacja, wyposażenie i upiększenie wnętrza oraz zagospodarowanie terenu przykościelnego zostało rozpoczęte w 1994 roku. Trzynawowe wnętrze świątyni, z kaplicą Zaśnięcia Najświętszej Maryi Panny, zakrystią i chórem zaprojektował profesor Akademii Sztuk Pięknych Kazimierz Zieliński.